# Porsche 64

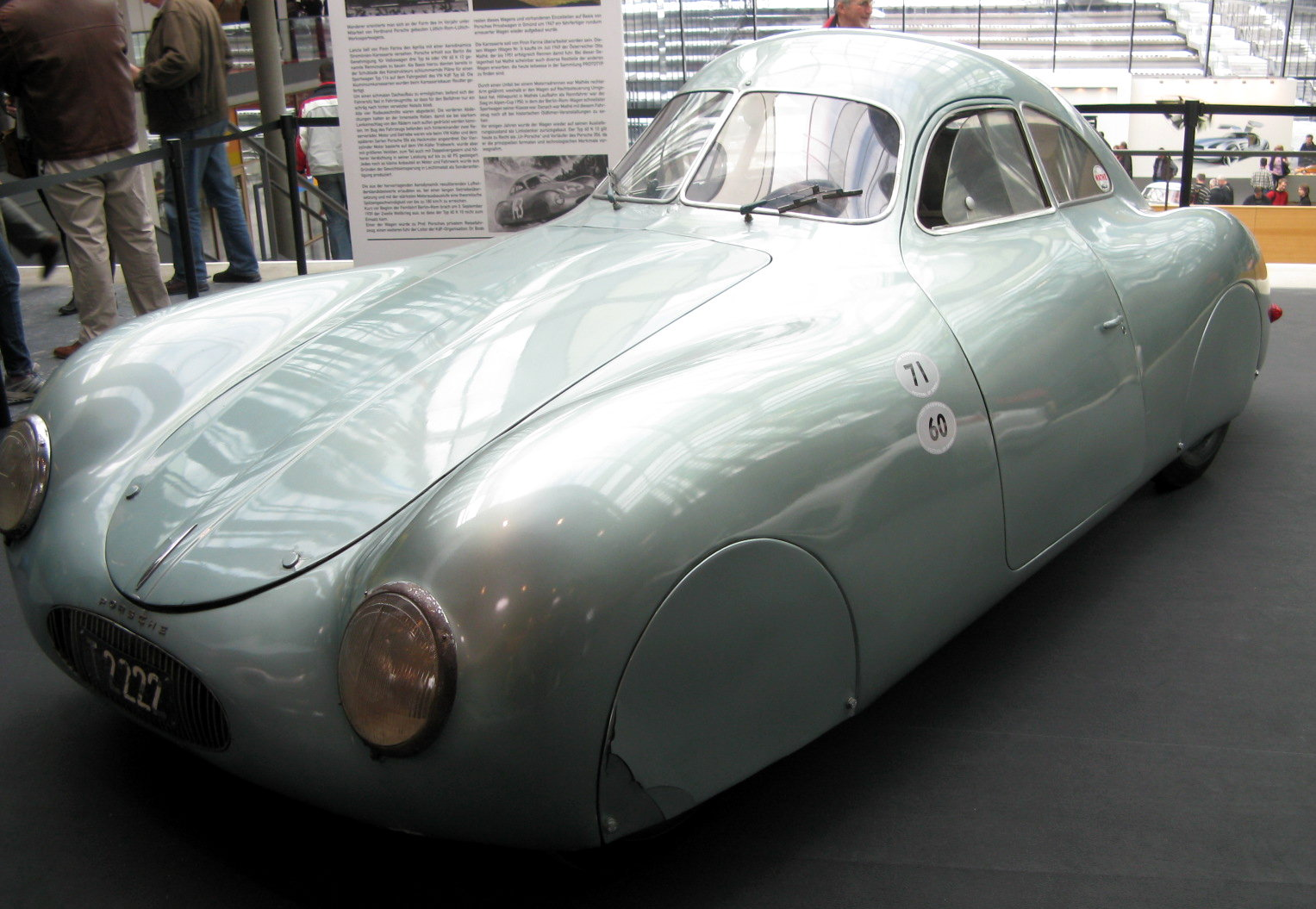
Porsche Type 64 Berlin-Rome auto 1939

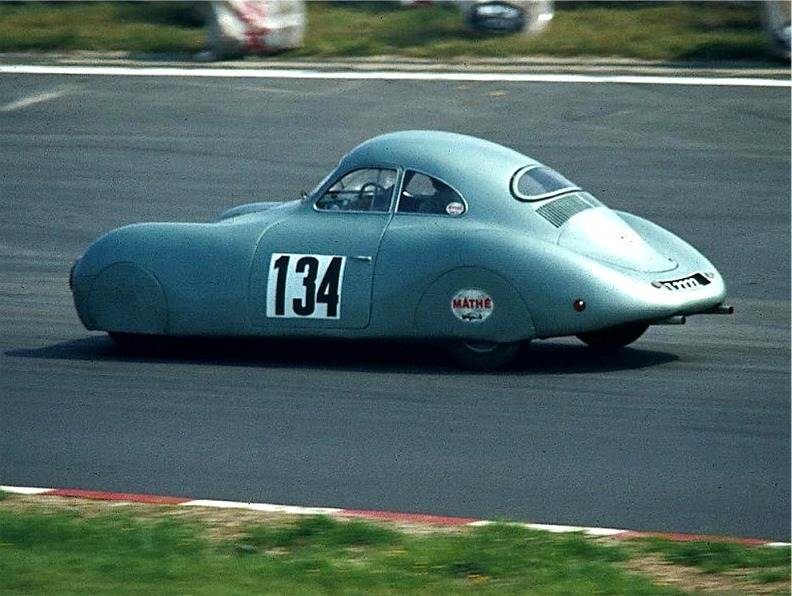
Porsche 64 in 1981

De Porsche 64, ook bekend als Volkswagen Aerocoupe, Porsche Type 60K10 en Berlin-Rom-Wagen, wordt door velen gezien als het eerste echte Porsche-model. Het werd ontworpen in opdracht van de naziorganisatie Kraft durch Freude in Fallersleben en was bedoeld om de nieuwe KdF-Wagen te promoten door deelname aan de rally Berlijn-Rome in 1939. Er zijn drie exemplaren van gebouwd, waarvan nog één bestaat.
De Porsche 64 werd ontworpen met de KdF-Wagen (Typ 60) als basis. Een opgevoerde versie van de door Franz Reimspiess ontworpen viercilinder-boxermotor uit de KdF-Wagen leverde 50 pk, goed voor een topsnelheid van 160 kilometer per uur.
De carrosserie was ontworpen na windtunnel-tests voor de nooit gebouwde Porsche 114, die met een V10-motor zou worden uitgerust. De bestuurder zit in het midden, de bijrijder zit achter hem op een klapstoeltje. De aluminium carrosserie werd met de hand gebouwd bij Reutter.
Wegens het uitbreken van de Tweede Wereldoorlog werd de rally afgelast. Op dat moment was slechts één Porsche 64 voltooid. Later werden nog twee exemplaren afgebouwd. Een van de drie ging tijdens de Tweede Wereldoorlog verloren. De overige twee kwamen bij de familie Porsche in Gmünd terecht. Eén werd gebruikt, de andere werd opgeslagen. In mei 1945 vonden Amerikaanse troepen de opgeslagen Porsche 64. Ze zaagden het dak eraf en gebruikten hem voor joyriding, tot na enkele weken de motor het begaf doordat ze geen olie hadden bijgevuld. Dit exemplaar werd gesloopt.
Het exemplaar dat nog in de garage van Ferry Porsche stond, werd in 1947 gerestaureerd door Battista Farina en werd in 1949 verkocht aan Otto Mathé, een coureur uit Innsbruck. Met de Porsche 64 won Mathé de Alpine Rally van 1950. De laatste keer dat ermee gereden werd, was bij de Monterey Historic Races in Monterey (Californië) in 1982. Na Mathés overlijden werd de auto in 1996 op een veiling voor 600.000 DM verkocht. In 2019 verscheen de auto opnieuw op een veiling.